# Florida Bobcats
Die Florida Bobcats waren ein Arena-Football-Team aus Sunrise, Florida, das in der Arena Football League (AFL) spielte. Das Franchise wurde ursprünglich als Sacramento Attack gegründet, zog anschließend nach Miami um und nannte sich Miami Hooters, ehe sie ab 1996 zu den Florida Bobcats wurden.

## Geschichte

### Sacramento Attack (1992)
Das Franchise wurde 1992 gegründet. Es spielte in der damaligen ARCO Arena. Nach nur einer Saison, in der die Playoffs erreicht wurden, zog das Franchise nach Miami um und nannte sich Miami Hooters.

### Miami Hooters (1993–1995)
Die bekannte Restaurantkette Hooters kooperierte mit dem Verein, sodass das Franchise den Namen Hooters als Beinamen annahm. In den drei Spielzeiten in Miami, erreichte man allerdings nur einmal die Playoffs.
1995 wurde die Kooperation mit Hooters beendet, sodass das Franchise seinen Namen erneut ändern musste. 

### Florida Bobcats (1996–2001)
Zur Saison 1996 zog das Franchise in das nah an Miami gelegene Sunrise und spielte bis 2001 als Florida Bobcats. Anfangs trugen die Bobcats ihre Heimspiele im West Palm Beach Auditorium aus. Die Arena wurde allerdings schnell zu klein, sodass sie ab 1999 in das weitaus größere National Car Rental Center umzogen.
Der Quarterback der Bobcats war für einige Zeit Fred McNair, der Bruder des mehrmaligen Pro Bowlers Steve McNair.

## Saisonstatistiken
| Jahr | Team              | Liga | S | N  | Playoffs erreicht | Playoffrunde                                |
| ---- | ----------------- | ---- | - | -- | ----------------- | ------------------------------------------- |
| 1992 | Sacramento Attack | AFL  | 4 | 6  | ja                | N Viertelfinale gg. Detroit Drive 23:48     |
| 1993 | Miami Hooters     | AFL  | 5 | 7  | ja                | N Viertelfinale gg. Orlando Predators 13:41 |
| 1994 | Miami Hooters     | AFL  | 5 | 7  | nein              |                                             |
| 1995 | Miami Hooters     | AFL  | 1 | 11 | nein              |                                             |
| 1996 | Florida Bobcats   | AFL  | 6 | 8  | nein              |                                             |
| 1997 | Florida Bobcats   | AFL  | 4 | 10 | nein              |                                             |
| 1998 | Florida Bobcats   | AFL  | 3 | 11 | nein              |                                             |
| 1999 | Florida Bobcats   | AFL  | 3 | 11 | nein              |                                             |
| 2000 | Florida Bobcats   | AFL  | 3 | 11 | nein              |                                             |
| 2001 | Florida Bobcats   | AFL  | 6 | 8  | nein              |                                             |

## Zuschauerentwicklung
| Jahr | Team              | Zuschauerdurchschnitt |
| ---- | ----------------- | --------------------- |
| 1992 | Sacramento Attack | 7.352                 |
| 1993 | Miami Hooters     | 9.017                 |
| 1994 | Miami Hooters     | 8.629                 |
| 1995 | Miami Hooters     | 6.259                 |
| 1996 | Florida Bobcats   | 4.069                 |
| 1997 | Florida Bobcats   | 3.328                 |
| 1998 | Florida Bobcats   | 2.413                 |
| 1999 | Florida Bobcats   | 5.118                 |
| 2000 | Florida Bobcats   | 2.785                 |
| 2001 | Florida Bobcats   | 2.367                 |